# エンゾ・エボス
エンゾ・ジャック・ロドルフ・エボス（Enzo Jacques Rodolphe Ebosse、1999年3月11日 - ） は、フランス・アミアン出身のサッカー選手。セリエA・ウディネーゼ所属。カメルーン代表。ポジションはDF。

## 経歴

### クラブ
地元クラブであるアミアンSCでのプレーを経て、2015年にRCランスに加入。2016年8月23日、クープ・ドゥ・ラ・リーグのパリFC戦でプロデビューを果たした。2017年8月28日のUSオルレアン・ロワレ戦でリーグ戦初出場。
2019年6月、リーグ・ドゥに昇格したル・マンFCに移籍。
2020年7月16日、アンジェSCOに3年契約で加入。
2022年7月29日、ウディネーゼ・カルチョに5年契約で完全移籍。

### 代表
自身はフランスで生まれ育ったが、カメルーンにルーツを持つため、カメルーン代表でのプレーを選んだ。2021年12月22日、アフリカネイションズカップ2021に参加するカメルーン代表メンバー28人の一人に選ばれた。大会中、2試合でベンチ入りしたが、出場機会は訪れなかった。

## 代表歴

### 出場大会
- カメルーン代表
  - 2022 FIFAワールドカップ

### 試合数
- 国際Aマッチ 3試合 0得点（2022年）[7]

| カメルーン代表 | 国際Aマッチ | 国際Aマッチ |
| 年             | 出場        | 得点        |
| -------------- | ----------- | ----------- |
| 2022           | 3           | 0           |
| 通算           | 3           | 0           |